# Рейганомика

Президент Рейган во время телепередачи из овального кабинета представляет свой план сокращения налогов, 1981 г.

Рейгано́мика (англ. Reaganomics) — курс экономической политики американского правительства в 1981—1989 гг. в период президентства Рональда Рейгана. Связан с приходом к власти в США консервативно настроенных сил Республиканской партии, подъёмом так называемой неоконсервативной волны во многих развитых странах Запада. Теоретической основой рейганомики была экономика, ориентированная на предложение. Практическим выводом из неё явился перенос акцентов с регулирования спроса на товары и услуги на стимулирование их производства. Необходимость дать простор инвестиционным и инновационным процессам, снижению издержек, увеличению сбережений и накопления частного капитала потребовала крупных налоговых реформ.
Основными пунктами рейганомики были:
1. Снижение темпов роста расходов правительства.
2. Уменьшение налоговой ставки.
3. Уменьшение влияния государства на экономическое развитие.

В то же время Рейган намеревался на фоне сокращения налогов наращивать расходы на вооружения практически по всем ключевым статьям военного бюджета, чем его политика разительно отличалась от политики предыдущих администраций Никсона, Форда и Картера. Ежегодный дефицит государственного бюджета при Рейгане составлял в среднем 4,2 % валового внутреннего продукта, в то время как в 1980 г. он составлял 2,7 %.
Один из архитекторов рейганомики Уильям Нисканен говорил, что Рейган достиг всех четырёх целей своей экономической политики, но не в той степени, в какой рассчитывали он сам и его сторонники. Наибольшим изменениям подверглась налоговая политика. Например, максимальная ставка подоходного налога была уменьшена с 70 % до 28 %. В то же время первоначальная экономическая программа Рейгана в ходе её осуществления претерпела значительные изменения, в особенности, из-за вмешательства Конгресса. Доля налоговых сборов в валовом внутреннем продукте понизилась с 19,6 % в 1981 г. до 17,3 % в 1984 г., но к 1989 г. она снова выросла до 18,4 %. Если при Картере расходы федерального бюджета увеличивались примерно на 4 %, то при Рейгане — лишь на 2,5 %. Тем не менее, расходная часть бюджета за годы президентства Рейгана в среднем составляла 22,4 % валового внутреннего продукта, в то время как за весь период с 1971 по 2009 гг. эта цифра составляла лишь 20,6 %. Одновременно вырос государственный долг США, с 26,1 % валового внутреннего продукта в 1980 г. до 41 % к 1988 г., в абсолютных цифрах — примерно в три раза.
Так, национальный долг США за этот период вырос с $930 млрд до $2,7 трлн долларов. В октябре 1987 г. случился крах финансовых рынков, и глава Федеральной резервной системы Алан Гринспен «запустил печатный станок». Экономика начала восстанавливаться, однако требовались все новые и новые займы, а частные инвестиции при этом сокращались.

## Исторический контекст
К началу президентства Рейгана экономика США уже многие годы пребывала в глубоком кризисе. Высокая инфляция в 1970-х годах, вызванная прежде всего резким повышением цен на нефть, сочеталась с высокой безработицей. Это явление получило название стагфляция. В результате политического давления значительно увеличилась денежная масса в виде наличных долларов. Установленный президентом Никсоном контроль за ценами и уровнем заработной платы был отменен. Чтобы предотвратить резкие изменения цен и импортных поставок нефти, был создан стратегический нефтяной резерв США. Кроме того, президент Картер для контроля над энергоресурсами создал Министерство энергетики США. Полагают, что окончание стагфляции связано с сокращением денежной массы, проведенным Федеральной резервной системой под руководством Пола Волкера, и перепроизводством нефти в 1980-х годах.

## Последствия

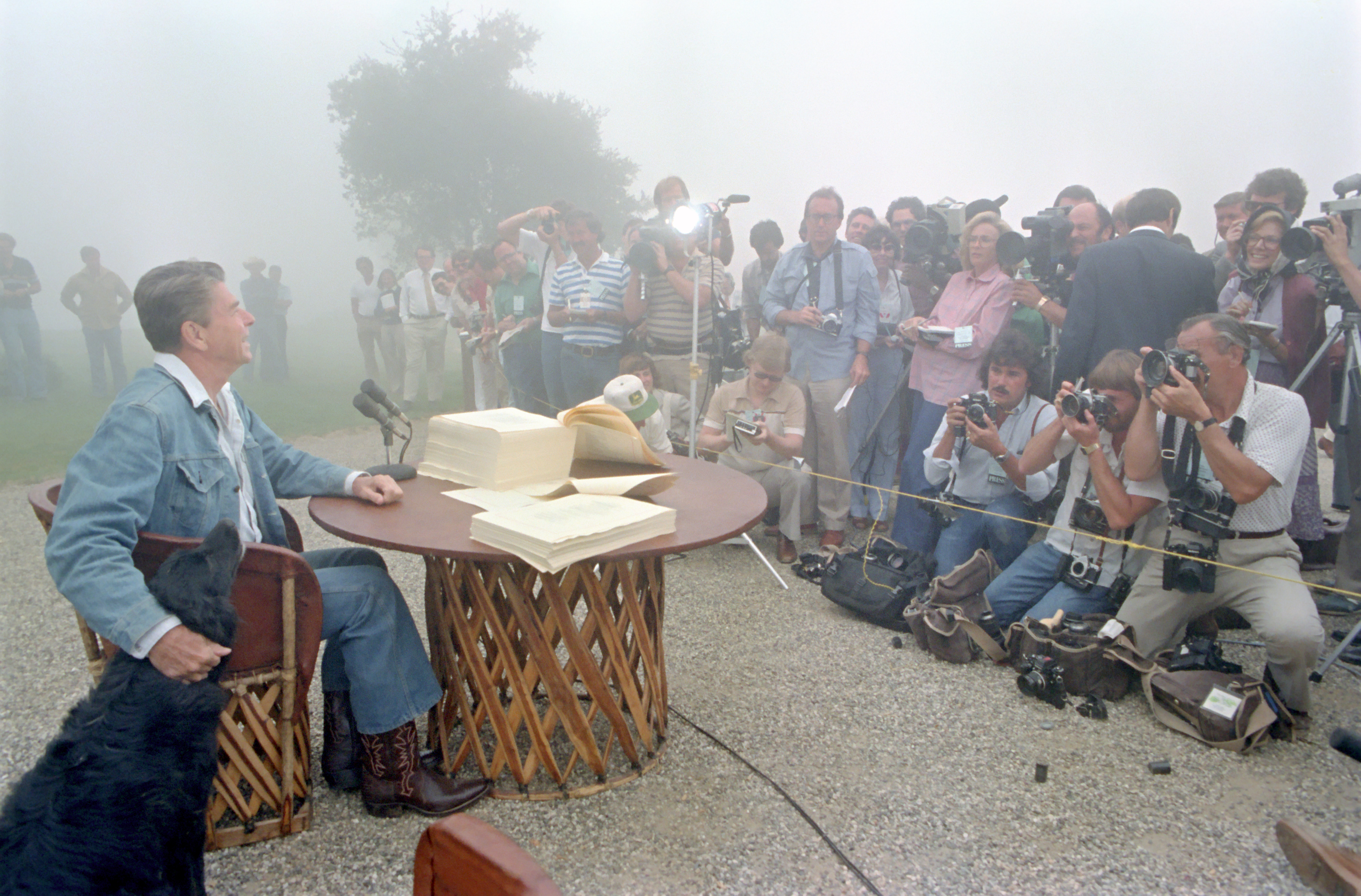
Президент Рейган подписывает Акт о налогах для восстановления экономики в своем ранчо в Калифорнии, 1981 г.

Эпоха Рейгана была длительным периодом экономической экспансии, которая продолжалась до президентства Клинтона. В этот период безработица постепенно снижалась, достигнув к 2000 г. уровня 3,9 %. Валовой внутренний продукт в 1980 г. сократился на 0,3 %, а в 1988 г. он вырос на 4,1 %. Безработица в 1980 г. составляла 7,1 %, а в 1988 г. — 5,5 %, хотя в 1983 г., в начале президентства Рейгана она увеличилась до 10,8 %. Администрация Рейгана не поднимала уровень минимальной заработной платы в США. Инфляция в 1980 г. составляла 13,5 %, а к 1988 г. она упала до 4,1 %. Этот результат связывают с повышением процентной ставки Федеральной резервной системой (в максимуме — до 20 % к 1981 г.), что вызвало рецессию 1982 г.
Рейган существенно увеличил расходы государственного бюджета, в особенности на вооружения — с 267,1 миллиарда долларов в 1980 г. до 393,1 миллиарда, что в расчете от величины валового внутреннего продукта составило рост с 4,9 % до 5,8 %, а в расчете от расходных статей бюджета — с 22,7 % до 27,3 %. Для мирного периода это были беспрецедентные расходы.
Налоги при Рейгане были существенно уменьшены, в особенности на высокие доходы. Максимальный уровень налогов с 70 % был уменьшен в 1981 г. до 50 %, а в 1986 г. — до 28 %. В то же время дефицит федерального бюджета упал с 6 % в 1983 г. до 3,2 % валового внутреннего продукта в 1987 г., а к концу правления Рейгана — до 2,9 %. Чтобы покрыть дефицит бюджета, администрация Рейгана увеличила государственный долг с 997 миллиардов до 2,85 триллиона долларов. В результате в эпоху Рейгана США снова (как после гражданской войны) из всемирного кредитора превратились в крупнейшего в мире должника, что разочаровало даже самого Рейгана.
Благодаря нескольким понижениям налога на прирост капитала в начале 80-х годов, во время президентства Рейгана образовались или сделали первичное публичное предложение акций более 3000 динамичных компаний. Многие из этих компаний малого и среднего размера стали затем лидерами рынка (Cisco Systems, Dell, Microsoft, Novell, Oracle, Sun Microsystems и др.), в результате их деятельности произошёл бум технологии и значительное увеличение числа рабочих мест в 80-е и 90-е годы.
Социальное расслоение в эпоху Рейгана возросло. Количество американцев, живущих за чертой бедности, увеличилось с 29 миллионов в 1980 г. до 31,7 миллиона в 1988 г. Из них 12,5 миллиона были детьми и подростками (19,5 % всех американских детей). Доля национального дохода, приходящаяся на 5 % самых богатых американцев выросла с 16,5 % в 1980 г. до 18,3 % в 1988 г., а на 20 % наиболее богатых за те же годы — с 44,1 % до 46,3 %, в то время как доля самых бедных 20 % за те же годы сократилась с 4,2 % до 3,8 %. Заметной проблемой крупных городов стали бездомные, которые обвиняли в своих бедах рейганомику. Сам Рейган утверждал, что бродяжничество — личный выбор бездомных.

## Критика
Некоторые экономисты считают, что естественным развитием рейганомики, суть которой состояла в постоянном кредитном стимулировании конечного спроса, стал мировой экономический кризис, начало острой фазы которого относят к 2008 г.
Так, по мнению Фрэнсиса Фукуямы (ноябрь 2008): «это не конец капитализма. Я думаю, это конец „рейганизма“. У Рейгана было несколько идей, одна из которых состояла в том, чтобы сократить налоги, но траты оставить на прежнем уровне: считалось, что это приведёт к экономическому росту. И привело, но это же породило и множество проблем. Другая идея состояла в дерегуляции, в том числе и в дерегуляции финансовых рынков… Я думаю, что вероятность того, что США потеряют позицию мирового экономического лидера, очень мала».

## Интересные факты
От министра финансов США в 2001—2002 гг. Пола О’Нила известно, что когда во время его работы на посту министра на одном из совещаний по проблемам экономики в кабинете вице-президента Чейни он поднял вопрос о том, что рост дефицита госбюджета угрожает экономике, Чейни заявил: «Рейган доказал, что дефицит госбюджета не представляет опасности». О’Нил даже не нашёлся, что ответить.